# Phanerotoma popovi
Phanerotoma popovi är en stekelart som beskrevs av Telenga 1941. Phanerotoma popovi ingår i släktet Phanerotoma och familjen bracksteklar. Inga underarter finns listade i Catalogue of Life.